# 田忠良 (1965年)
田忠良（1965年12月—），山东微山人，汉族，中国共产党党员。中华人民共和国政治人物、第十三届全国人民代表大会解放军和武警部队代表。中央军委后勤保障部某部原政治协理员。涉嫌危险驾驶犯罪。

## 生平
2018年，田忠良被选为解放军和武警部队出席第十三届全国人民代表大会代表。
2021年9月10日，中央军委后勤保障部召开军人代表大会决定罢免其第十三届全国人民代表大会代表职务。2021年10月23日，田忠良的代表资格终止。